# Мінтака (зоря)
Мінта́ка (δ Ori / дельта Оріона) — блакитний надгігант у сузір'ї Оріона, крайня права з трьох зір, що складають астеризм «Пояс Оріона». Зоря розташована дуже близько до небесного екватора. Коли Оріон перебуває поблизу меридіана, Мінтака є крайньою правою зорею Поясу Оріона, якщо дивитися на неї з Північної півкулі, обернувшись на південь.

## Номенклатура
Дельта Оріона (δ Orionis) — позначення зорі за Баєром, 34 Оріона — за Фламстідом. Сама назва Мінтака походить від араб. منطقة, трансліт. manṭaqa, дос. «пояс».. 2016 року Міжнародний астрономічний союз організував Робочу групу зоряних назв (WGSN) для каталогізації та стандартизації власних назв зір. Перший бюлетень WGSN за липень 2016 року містив таблицю перших двох партій назв, затверджених WGSN, серед яких була й назва Мінтака для цієї зорі. Тепер вона внесена в Каталог зоряних назв МАС.

## Історія спостереження

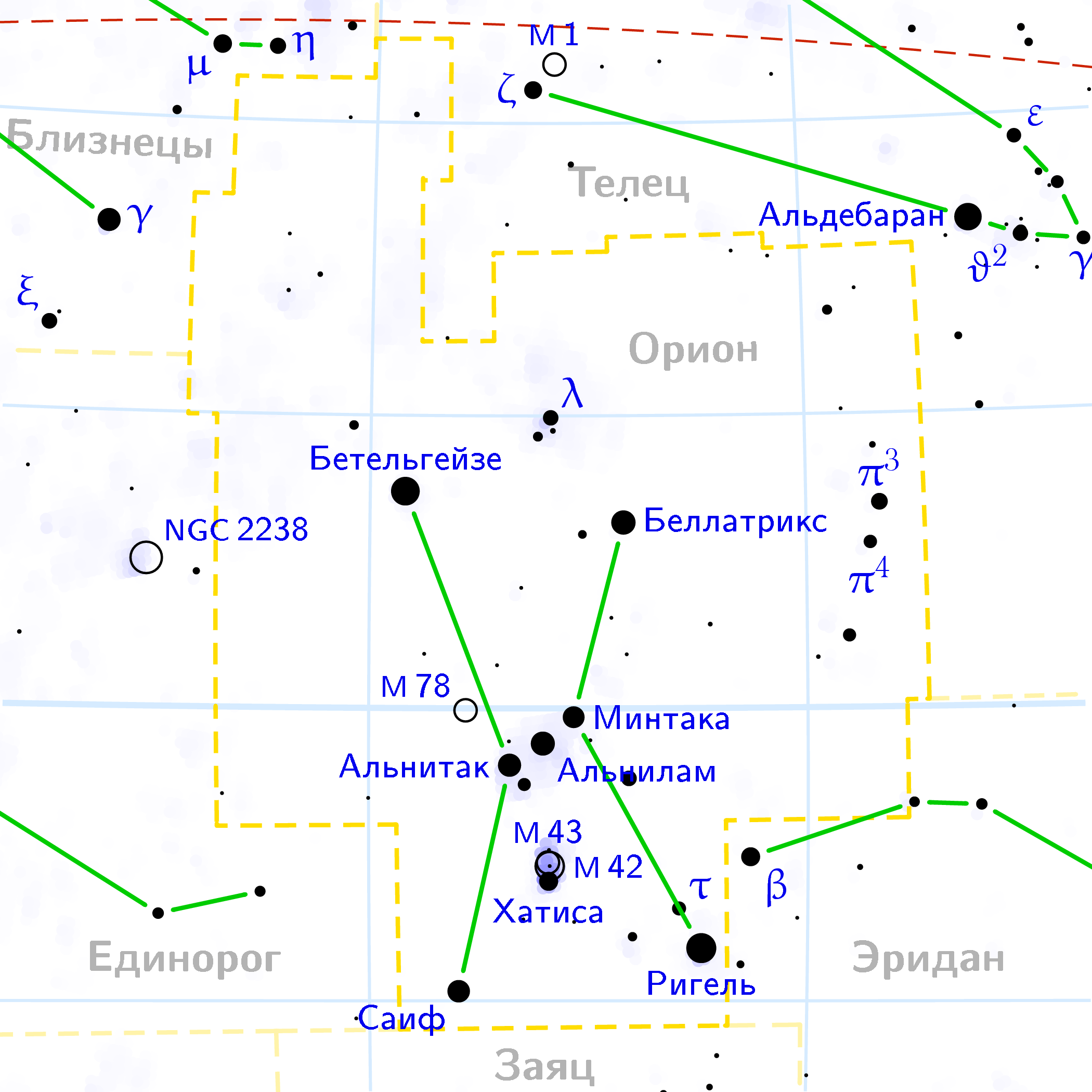
Розташування δ Оріона (обведене колом), як показано на традиційній зоряній карті північчю догори

Вимірювання променевої швидкості, зроблені Анрі-Александром Деландром 1900 року в Паризькій обсерваторії, показали, що Мінтака має змінну променеву швидкість і, відповідно, є спектрально-подвійною. Його попередня оцінка орбітального періоду в 1,92 дня була неправильна, як 1904 року показав Йоганнес Франц Гартманн, використовуючи фотопластинки, зроблені в Потсдамській обсерваторії, з'ясувавши, що орбітальний період зорі становить 5,7 дня. Гартманн також помітив, що лінія кальцію K на 393,4 нанометра в зоряному спектрі не бере участі в періодичних зміщеннях ліній, спричинених орбітальним рухом зорі, і припустив, що в зоні прямої видимості Мінтаки була хмара, яка містила кальцій. Це було перше виявлення міжзоряного середовища.

## Система
δ Оріона — кратна зоряна система. У ній є зоря 7 зоряної величини на відстані близько 52 кутових секунд від первинної зорі другої зоряної величини та набагато слабша зоря між ними. Система позначена WDS 05320-0018 у Вашингтонському каталозі подвійних зір, де супутник 14-ї зоряної величини вказаний як компонент B, а зоря сьомої зоряної величини — як компонент C.